# Scapogoephanes pusillus
Scapogoephanes pusillus là một loài bọ cánh cứng trong họ Cerambycidae.